# Dollbergen
Dollbergen is een plaats in de gemeente Uetze in de Duitse deelstaat Nedersaksen, en maakt deel uit van het district Region Hannover.
Dollbergen telt, volgens een door de Duitse Wikipedia geraadpleegd artikel in de Hannoversche Allgemeine Zeitung, 2.346 inwoners (ultimo 2021).
Aan de spoorlijn Berlijn - Lehrte ligt Station Dollbergen. Ieder uur stopt er in beide richtingen een stoptrein.
Het dorp is in 1226 voor het eerst in een document vermeld. Te Dollbergen worden reeds sedert circa 1800 aardappelen verbouwd; sinds 1909 zijn er bedrijven gevestigd, die aardappelproducten verwerken. In het dorp is een belangrijke groothandel in aardappelen en uien gevestigd, die tot buiten Nedersaksen veel klanten heeft.
Te Dollbergen is het grootste en belangrijkste bedrijf van de gemeente Uetze gevestigd, Avista Oil. Het is een onderneming, die in een eigen raffinaderij olieproducten, waaronder smeerolie, maakt, en ook afgewerkte olie recycleert. De onderneming heeft nevenvestigingen te Ingelmunster, België, en te Elst (Gld.), Nederland, en verder in o.a. Denemarken en de Verenigde Staten. Er werkten wereldwijd in 2016 ruim 600 mensen. In het dorpswapen van Dollbergen is de raffinaderij symbolisch in beeld gebracht.
De raffinaderij werd onder een andere naam reeds in 1921 in bedrijf genomen. Tijdens de Tweede Wereldoorlog was het bedrijf reeds op 18 mei 1940 doelwit van een, vanuit geallieerd standpunt gezien, succesvolle aanval door bommenwerpers van de Britse Royal Air Force. Op 5 augustus 1944 werd dit bombardement herhaald, waarbij 12 doden vielen. Daaronder waren drie Nederlandse dwangarbeiders.

## Afbeeldingen

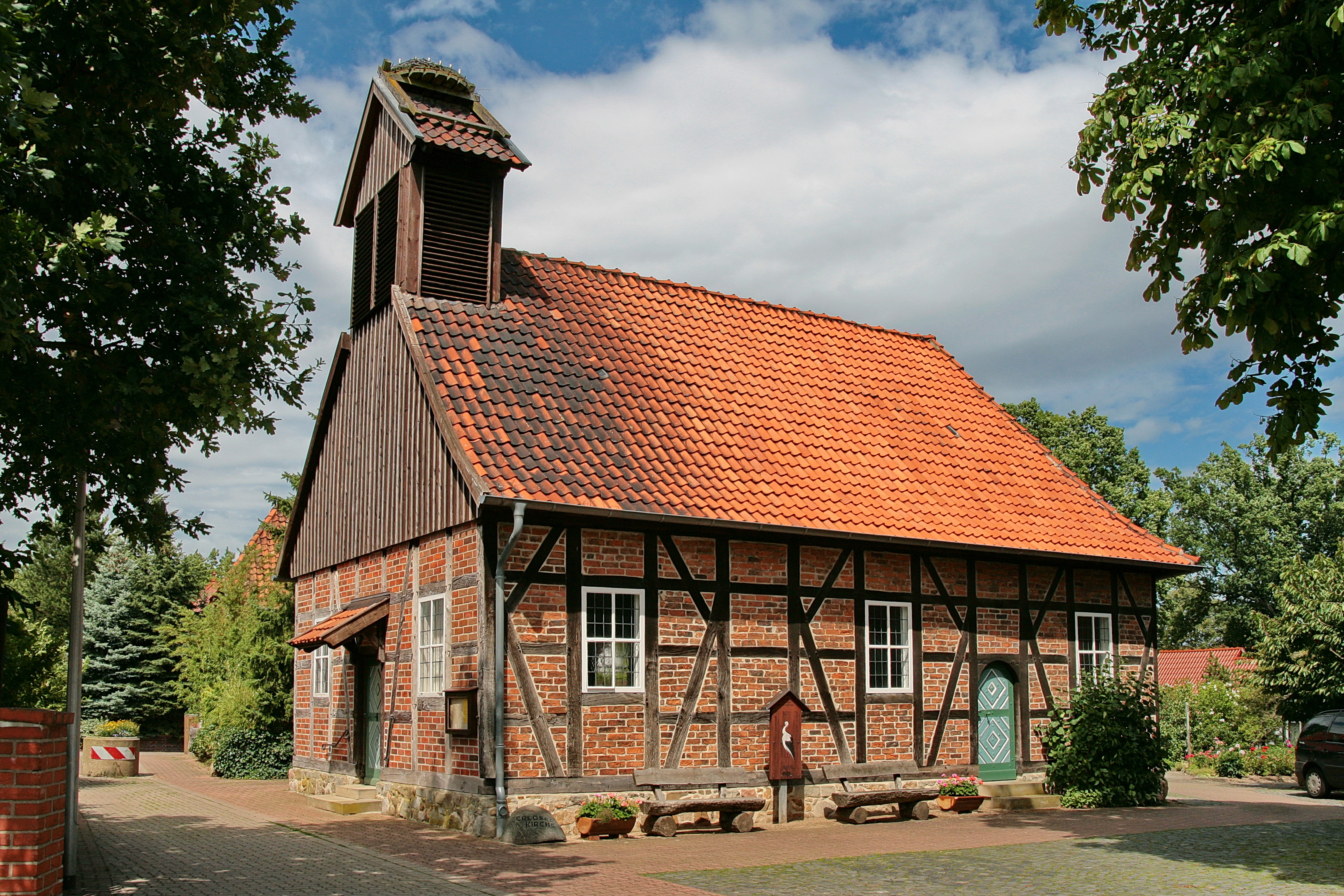
Evang.- luthers kerkje Erlöser-Kirche te Dollbergen